# Hasapi

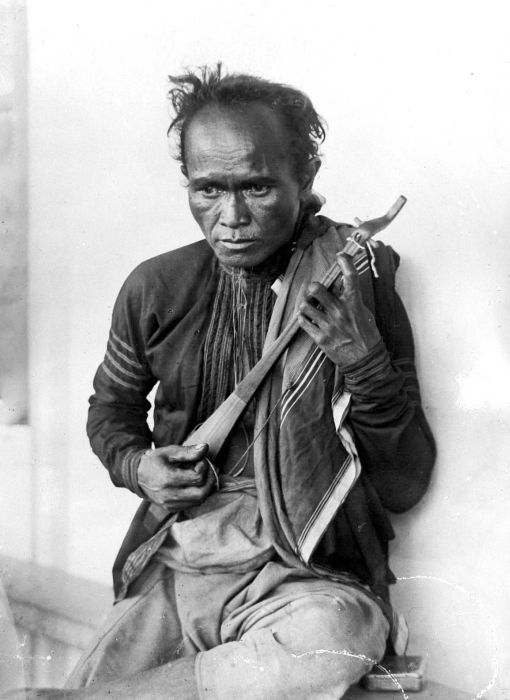
Der berühmte Kulcapi-Spieler Si Datas aus dem Dorf Purbakti der Karo-Batak, Nordsumatra. Zwischen 1914 und 1919. Er wurde auch „Si Beethoven“ genannt.

Hasapi, regional unterschiedlich kacapi, hapitan, kulcapi, ist eine zweisaitige bootsförmige Laute, die vom Volk der Batak auf der indonesischen Insel Sumatra gespielt wird. Das Zupfinstrument wurde früher in der altreligiösen Zeremonialmusik eingesetzt, heute dient es mehr der Unterhaltung und gehört zum Begleitorchester des Wandertheaters Opera Batak.

## Verbreitung
Verwandte Lauteninstrumente sind im gesamten malaiischen Kulturraum Südostasiens unter ähnlichen Bezeichnungen verbreitet. Weithin bekannt für bootsförmige Lauten ist der Name kecapi, nicht zu verwechseln mit der bootsförmigen Kastenzither kacapi (kecapi), die in Westjava zusammen mit der Flöte suling gespielt wird. Bei den Gayo in Aceh, wenig nördlich des Batak-Gebiets, gibt es die ebenfalls nicht verwandte Röhrenzither kacapi oder canang kacapi.
Der Name stammt von der alten indischen kacchapi vina, die einen Kalebassen-Resonator besaß. Kacchapi wiederum steht mit kacca, sanskrit und bengali kacchapa, pali kacchaco, in Verbindung und könnte den Baum Cedrela tuna (Familie der Mahagonigewächse) meinen, aus dessen Holz bis heute die indische sitar hergestellt wird. Nimmt man einen griechischen Einfluss des altindischen Gandhara-Reiches auf die indischen Lauteninstrumente an, so war ihr Vorläufer eine einfachere Form der fünfsaitigen antiken kacchapi, wie sie um die Zeitenwende auf Gandhara-Reliefs abgebildet wurde. Das altgriechische Wort für Zupfinstrument, Χελώνη (cheloni), heißt wörtlich „Schildkröte“, da aus deren Panzer der Resonanzkörper gefertigt wurde. Das Wort kacchapa könnte die griechische Bedeutung angenommen haben und wäre so ebenfalls mit „Schildkröte“ zu übersetzen. Es scheint nur der Name und nicht die Bauweise übertragen worden zu sein, da Lauteninstrumente mit Schildkrötenpanzern in Indien unbekannt sind.
Der Name kecapi wurde regionalsprachlich angeglichen. Bei den Toba-Batak heißt das Instrument hasapi, bei den Karo-Batak kulcapi, bei den Simalungan husapi und bei den Pakpak (beide Volksgruppen gehören ebenfalls zu den Batak) und Minangkabau kucapi.
Die Dayak auf Borneo kennen eine lange viersaitige Laute sape; ähnlich lang ist die zweisaitige philippinische Bootslaute kutiyapi. Auf Sulawesi gibt es die beiden Lauten kasapi und katjapin. Der wahrscheinliche indische Prototyp dieser Instrumente erreichte Südostasien wohl spätestens im 14. Jahrhundert. Nach Curt Sachs wurde der Name kecapi bereits Ende des 1. Jahrtausends nach Südostasien übertragen. Zu dieser Zeit gab es einen intensiven Handel zwischen Indien und Sumatra. Ab Anfang des 11. Jahrhunderts gründeten indische Hindus Siedlungen an den Rändern des Batak-Gebietes, die bis zum Ende des 14. Jahrhunderts bestanden. Zahlreiche Sanskritwörter sind in die Bataksprache eingegangen. Die allgemeine Ausbreitung der Lauten in diesem Jahrhundert fällt etwa mit dem Einflussbereich des zu dieser Zeit blühenden hinduistischen Königreichs Majapahit zusammen, was als weiterer Beleg für die indische Herkunft gewertet wird. Ein Jahrhundert später begann mit muslimischen Händlern aus dem arabischen Raum der gambus Fuß zu fassen, der in den heute islamisierten Gebieten die indischen Lauten weitgehend verdrängt hat.
Eine Quelle von 1663 erwähnt auf der nordphilippinischen Insel Luzon ein Saiteninstrument namens coryapi. Daraus entstand das noch in Liedtexten vorkommende Tagalog-Wort kudyapi, das seit Ende des 19. Jahrhunderts eine Gitarre bezeichnet. Das ursprüngliche philippinische Lauteninstrument dieses Namens ist verschwunden. Andere Instrumententypen mit chinesischem Ursprung, die das Wort kecapi abgewandelt übernommen haben, sind die kambodschanische Langhalslaute chapey dang veng und die thailändische krajappi.

## Bauform

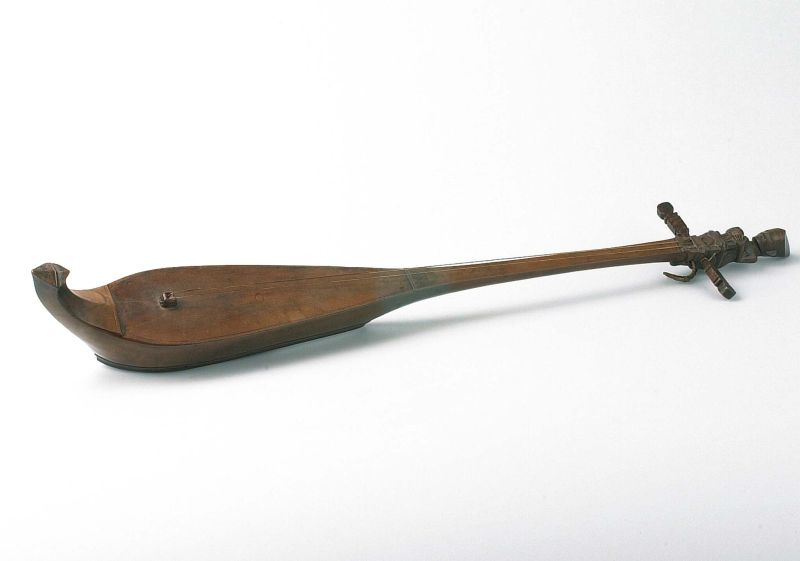
Hasapi vor 1966

Die aus einem Holzstück gefertigte hasapi hat einen schlanken, birnenförmigen Korpus, der nahtlos in den Hals übergeht. Der Ansatz des Wirbelkastens kann nach unten gekröpft sein, während bei manchen Instrumenten das schmale untere Ende wie ein Bugspriet einige Zentimeter über die Decke hinausragt. Bei musealen hasapi ist der Wirbelkasten als menschliche Hockfigur oder als Vogelkopf geschnitzt. Die beiden Drahtsaiten laufen nicht über einen Steg bis zum unteren Ende, sondern sind an einem Klotz an der Stelle eines Steges in der unteren Mitte der Decke festgemacht. Die Saiten werden im Abstand einer kleinen oder großen Terz gestimmt. Anfang des 20. Jahrhunderts bestanden sie noch aus einer Rotangart (riman). Bei nur noch im Museum zu findenden Instrumenten ist der einteilige Korpus von unten bis auf eine dünne Decke und etwas dickere Zargen ausgehöhlt, heute wird eine flache Decke aufgenagelt oder -geleimt. Die kulcapi der Karo-Batak ist insgesamt schmäler.

## Spielweise
Die Toba-Batak kennen zwei traditionelle Musikensembles: Das gondang sabangunan oder gondang sarune (oder gonsi) ist die Zeremonialmusik für das sozial wichtigste Ahnenfest, sowie für nicht dem Gewohnheitsrecht (adat) unterliegende Feste wie Erntedank und Jugendtanz. Die Instrumente sind ein gestimmter Trommelsatz (taganing) und einzelne Trommeln (gondang von malaiisch gendang, „Trommel“), die Gong-Gruppe ogung, die aus vier unterschiedlich großen Buckelgongs besteht, von denen zwei mit dem Arm gedämpft werden. Neben der konischen Oboe sarune gibt es weitere Blasinstrumente.

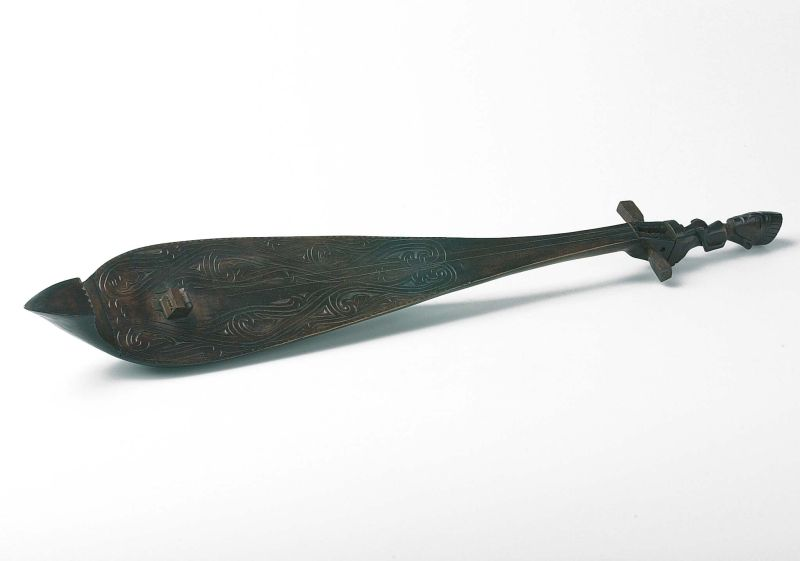
Hasapi vor 1986
Alle Bilder aus dem Tropenmuseum in Amsterdam

Die andere traditionelle Instrumentalgruppe heißt uning-uningan („Instrumentalmusik“) oder gondang hasapi, sie ist heute das weltliche Gegenstück zum gondang sarune. In früheren Zeiten, vor der Christianisierung, diente sie auch zur Geisteranrufung, bei Zeremonien des Priesters (datu) und beim tondi-Kult, bei welchem der zentrale Glaube der animistischen Religion an die Lebensseele tondi im Mittelpunkt steht. Bei diesen Zeremonien wurde oft auch eine hasapi solo gespielt.
Die Instrumente des uning-uningan sind eine sarune na met-met („kleine Sarune“), zwei hasapi und als Taktgeber ein hesek-hesek. Dies ist eine eiserne Aufschlagplatte, die durch eine mit einem Nagel angeschlagene leere Bierflasche ersetzt werden kann. Hinzu kommen ein Xylophon (garantung) mit fünf bis acht Holzplatten und die Bambusquerflöte sulim oder die kurze Bambuslängsflöte sordam. Die Spielweisen beider Ensembles imitieren einander und verwenden teilweise dasselbe Repertoire. Eine hasapi, die hasapi taganing genannt wird, und das Xylophon spielen den Part des taganing. Die zweite hasapi heißt hasapi doal, benannt nach dem Oberbegriff für die Gongs der Vierergruppe, als dessen Ersatz sie fungiert. Mit einer Saite werden mit diesem Instrument die offen klingenden ungedämpften Gongs und mit der anderen Saite die gedämpften Gongs nachgeahmt. Es ist unklar, welches von beiden Ensembles das Ältere ist. Nach Vorstellung der Batak ist das Saiteninstrument älter. Eine ebensolche imitierende Übernahme praktizieren die sasando-Spieler der kleinen ostindonesischen Insel Roti, die mit ihrer Röhrenzither das Gong-Orchester nachahmen. Die beiden Lauteninstrumente können nach ihrer Funktion auch hasapi ina („Mutter-Laute“) – spielt die Hauptmelodie, und hasapi anak („Kind-Laute“) – spielt die melodischen Verzierungen – genannt werden.
Die Instrumente des gondang hasapi-Ensembles haben einen Tonumfang von weniger als einer Oktave. Sie dienen heute zur Begleitung des Wandertheaters Opera Batak. Dies ist eine populäre Unterhaltungsform mit einer seichten, von europäischen Melodien beeinflussten Musik, bei der Schauspieler ein Sprechtheater aufführen, singen und tanzen. Durch den Einsatz der traditionellen Instrumente ist die Opera-Batak-Musik an deren technische Möglichkeiten, sowie an die alten Tonskalen und sonstigen musikalischen Strukturen gebunden. Das bekannteste Opera Batak-Ensemble ist die Gruppe um Tilhang Gultom, die in einer Menge von zahlreichen kleinen Theatergruppen in den 1920er Jahren durch patriotische Themen auf sich aufmerksam machte, ohne in Konflikt mit den niederländischen Kolonialbehörden zu geraten. Mindestens bis in die 1980er Jahre hatte die Gruppe, nunmehr unter dem Namen Serindo,  mit ihrer Glorifizierung der mythologischen Batak-Vergangenheit Erfolg.
Die hasapi als Liedbegleitung hat außerhalb von Touristenaufführungen am Samosir-See starke Konkurrenz durch moderne Gitarren bekommen. In der Opera Batak-Musik existieren einige der alten Musikinstrumente in einer an den Unterhaltungsgeschmack angepassten musikalischen Umgebung. Die Verbreitung durch Rundfunk und Tonbandkassetten hat für ein Überleben dieser Musikinstrumente innerhalb neuer musikalischer Formen gesorgt.

## Diskografie
- Instrumentalmusik der Toba- und Karo-Batak. Museum für Völkerkunde. Staatliche Museen zu Berlin Preußischer Kulturbesitz, CD 24/25. Herausgegeben von Artur Simon, 1999. CD 24, Titel 12–14